# 以笏
以笏（ʾĒhûḏ ben‑Gērāʾ）是以色列第二位士师。根据圣经士师记，他是受上帝差遣，拯救以色列人脱离摩押统治。他是一个左撇子，属于便雅悯支派。
根据士师记 3:12–30，以色列人派以笏送贡物给摩押王伊矶伦。他打制了一把双刃短剑，长约一肘（十八英寸），藏在右边大腿上。他们见面时，以笏告诉伊矶伦，他有一件机密事奏告。伊矶伦让左右侍立的人退去，让以笏独自见他。以笏说，“我有神的话要告诉你”，拔剑刺进国王的腹部。以笏刺杀国王后，剑完全消失在伤口中， 以笏没有把剑拔出来，就锁上门离开了。
伊矶伦的仆人回来，发现门被锁上，猜测他正在大便。等了许久之后，才拿钥匙开门，发现国王已死。
以笏逃到以法莲的西伊拉。他吹响羊角号，集结以色列各支派，击杀摩押人，并把守约旦河的渡口，拦截摩押人，杀死了约10,000名摩押士兵。
伊矶伦死后，以色列地太平八十年。
| 以笏 便雅悯支派 | 以笏 便雅悯支派 | 以笏 便雅悯支派 |
| --------------- | --------------- | --------------- |
| 前任者： 俄陀聂 | 士师            | 繼任者： 珊迦   |